# كريستيان ويبر (سياسي)
كريستيان ويبر (بالألمانية: Christian Weber)‏ هو سياسي ألماني، ولد في 25 أغسطس 1883 في بولسينغن في ألمانيا، وتوفي في 11 مايو 1945 في شفابن جورا في ألمانيا بسبب حادث مرور. حزبياً، نشط في الحزب النازي. وقد انتخب عضو مجلس النواب الألماني من ألمانيا النازية.

## روابط خارجية
- كريستيان ويبر على موقع مونزينجر (الألمانية)